# Earl of Ulster
Earl of Ulster ist ein erblicher britischer Adelstitel, der achtmal, davon zunächst sechsmal in der Peerage of Ireland und sodann zweimal in der Peerage of the United Kingdom, verliehen wurde. Der Titel ist nach der traditionellen irischen Provinz Ulster benannt.

## Verleihungen und Geschichte des Titels
Erstmals wurde der Titel am 29. Mai 1205 von König Johann Ohneland in der Peerage of Ireland an Hugh de Lacy, der seinen Rivalen John de Courcy aus Ulster vertrieben hatte. Da Hugh keine legitimen Nachkommen hinterließ, erlosch der Titel bei seinem Tod um 1242.
In zweiter Verleihung wurde der Titel 1264 in der Peerage of Ireland von König Heinrich III. für Walter de Burgh neu geschaffen. Der Titel gelangte mangels männlicher Nachkommen in weiblicher Erblinie an Mitglieder der Linie York des Hauses Plantagenet. Als der 9. Earl of Ulster 1461 als Eduard IV. zum englischen König gekrönt wurde, erlosch der Earlstitel durch Verschmelzen mit der Krone.
Seither wurde er ausschließlich an Mitglieder der Königsfamilie verliehen. Die dritte Verleihung erfolgte am 10. Mai 1659 in der Peerage of Ireland durch König Karl I. an seinen dritten Sohn James Stuart, Duke of York. Dieser war bereits 1644 in der Peerage of England zum Duke of York erhoben worden und wurde 1660 in der Peerage of Scotland auch Duke of Albany. Die Titel erloschen durch Verschmelzen mit der Krone als dieser 1685 als Jakob II. gekrönt wurde.
Die vierte, fünfte und sechste Verleihung des Earlstitels in der Peerage of Ireland erfolgten jeweils zusammen mit den Titeln Duke of York und Albany, nämlich am 5. Juli 1716 von König Georg I. an dessen jüngsten Bruder Ernst August, am 1. April 1760 von König Georg III. an dessen Bruder Edward August und am 29. November 1784 von König Georg III. an dessen zweiten Sohn Friedrich August, und erlosch jeweils bei deren kinderlosem Tod 1716, 1760 und 1784.
In siebter Verleihung wurde der Titel am 24. Mai 1866 in der Peerage of the United Kingdom von Königin Victoria für ihren zweiten Sohn Alfred geschaffen, zusammen mit den Titeln Duke of Edinburgh und Earl of Kent. Da auch dieser keinen männlichen Erben hinterließ, erloschen die Titel bei seinem Tod 1900.
Zuletzt wurde der Titel in achter Verleihung am 31. März 1928 in der Peerage of the United Kingdom von König Georg V. seinem dritten Sohn Henry verliehen, zusammen mit den Titeln Duke of Gloucester und Baron Culloden. Der Earlstitel ist bis heute ein nachgeordneter Titel des jeweiligen Duke of Gloucester und wird als Höflichkeitstitel von dessen Heir apparent geführt.

## Liste der Earls of Ulster

### Earls of Ulster, erste Verleihung (1205)
- Hugh de Lacy, 1. Earl of Ulster (1176–1242)

### Earls of Ulster, zweite Verleihung (1264)
- Walter de Burgh, 1. Earl of Ulster († 1271)
- Richard de Burgh, 2. Earl of Ulster (1259–1326)
- William de Burgh, 3. Earl of Ulster (1312–1333)
- Elizabeth de Burgh, Duchess of Clarence, 4. Countess of Ulster (1332–1363), ⚭ Lionel of Antwerp, 1. Duke of Clarence, jure uxoris Earl of Ulster (1338–1368)
- Philippa of Clarence, 5. Countess of Ulster, Countess of March (1355–1382), ⚭ Edmund Mortimer, 3. Earl of March jure uxoris Earl of Ulster (1352–1381)
- Roger Mortimer, 4. Earl of March, 6. Earl of Ulster (1374–1398)
- Edmund Mortimer, 5. Earl of March, 7. Earl of Ulster (1391–1425)
- Richard Plantagenet, 3. Duke of York, 8. Earl of Ulster (1412–1460)
- Edward Plantagenet, 4. Duke of York, 9. Earl of Ulster (1442–1483), 1461 mit der Krone verschmolzen

### Earls of Ulster, dritte Verleihung (1659)
- James Stuart, Duke of York and Albany, Earl of Ulster (1633–1701), 1685 mit der Krone verschmolzen

### Earls of Ulster, vierte Verleihung (1716)
- Ernst August, Duke of York and Albany, Earl of Ulster (1674–1728)

### Earls of Ulster, fünfte Verleihung (1760)
- Edward August, Duke of York and Albany, Earl of Ulster (1739–1767)

### Earls of Ulster, sechste Verleihung (1784)
- Friedrich August, Duke of York and Albany, Earl of Ulster (1763–1827)

### Earls of Ulster, siebte Verleihung (1866)
- Alfred, Duke of Edinburgh, Earl of Ulster (1844–1900)

### Earls of Ulster, achte Verleihung (1928)
- Henry, 1. Duke of Gloucester, 1. Earl of Ulster (1900–1974)
- Richard, 2. Duke of Gloucester, 2. Earl of Ulster (* 1944)

Titelerbe (Heir apparent) ist der Sohn des aktuellen Titelinhabers, Alexander Windsor, Earl of Ulster (* 1974).